# ستاک
سِتاک در زبان‌شناسی، بُن یا ریشهٔ واژه را گویند که وند یا واژه‌هایِ دیگر به آن می‌چسبند.
به‌عبارتی دیگر هر شاخ نورسته ٔ تازه و نازک را گویند.